# Misþyrming
Misþyrming est un groupe islandais de black metal, originaire de Reykjavik. Le groupe est formé en juin 2013 et signé sur le label français Norma Evangelium Diaboli. Ils sortent leur premier album studio Söngvar elds og óreiðu le 7 février 2015, largement salué par la presse spécialisée. Le groupe effectuera une tournée en Europe et aux États-Unis, se produit à Eistnaflug, et est nommé « groupe local » au célèbre Roadburn Festival en 2016.

## Histoire

### Débuts

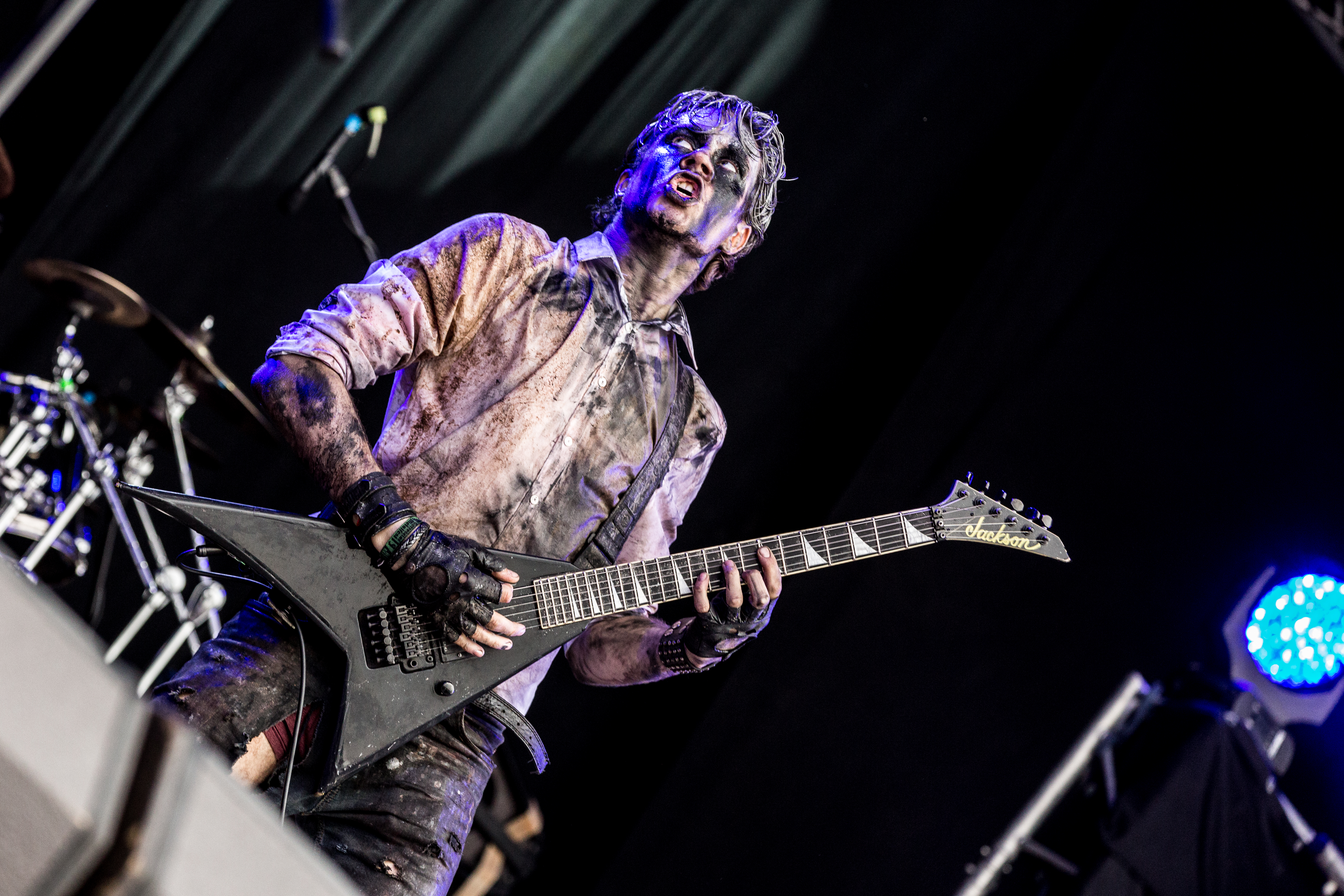
Misþyrming, 2017.

Le groupe débute en juin 2013 en tant que projet solo du membre fondateur D.G., rejoint par Tómas Ísdal, avec qui il dirigeait le label Vánagandr. Il a finalement reporté la date de son diplôme en faveur d'une tournée avec le groupe, réussissant ses examens finaux après avoir été tutoré par son coéquipier Helgi.
Leur premier album studio, Söngvar elds og óreiðu, sort le 7 février 2015 et attire les avis positifs de la presse spécialisée, étant nommé l'un des meilleurs albums de métal de 2015 par Stereogum. Plus tard cette année-là, le groupe se produit à Bruxelles, en Belgique, au festival Nidrosian Black Mass V. Le groupe se produit également en Norvège au Beyond the Gates IV, ils sont rejoints par Arioch de Funeral Mist et Marduk pour interpréter la chanson The God Supreme de Funeral Mist.
Le 10 janvier 2017, le groupe sort un EP split 10" avec l'autre groupe islandais Sinmara, chaque groupe contribuant à un morceau ; celui de Misþyrming est intitulé Hof et celui de Sinmara, Ivory Stone. L'EP est publié chez Terratur Possessions.
Le groupe devient l'un des trois groupes islandais au célèbre Roadburn Festival en 2016,. Dans une critique du concert du groupe le 14 avril pour Oranges invisibles, décrit la performance du groupe comme « incroyable », écrivant que « ces nouvelles chansons étaient un tourbillon de dissonance, soutenu par des mélodies qui ancrent l'auditeur juste assez longtemps pour lui faire sauter le sol à nouveau. C'était plus un tour de tête qu'un headbanging. »

### Algleymi
Le 27 avril 2019, le groupe annonce la sortie de son deuxième album tant attendu, intitulé Algleymi, pour le 24 mai chez Norma Evangelium Diaboli. D'après D.G., les morceaux ont été écrits en 2015 après la sortie du premier album du groupe, qui a commencé à l'enregistrer en 2016 ; cependant, en raison d'erreurs de production et de mixage à cause d'un équipement bon marché, l'album a été retardé et entièrement réenregistré à partir de zéro, après avoir terminé le mixage final au début de 2017 et réalisé à quel point les erreurs sont critiques. Le groupe continue à tourner malgré tout et a même joué certaines des nouvelles chansons dans des concerts en 2016, 2017 et 2018.
En 2017, après de nombreuses répétitions, le groupe trouve un studio professionnel pour enregistrer une nouvelle version de l'album, qui est réalisée entre l'automne 2017 et 2018, avec des voix invitées de Sturla Viðar (de Svartidauði) et de Wraath de Behexen, ainsi que la deuxième contribution lyrique du poète et musicien Kristófer Páll pour l'une des chansons. Comme son prédécesseur, Algleymi est très bien accueilli par les fans et les critiques. Le groupe annonce également des performances à l'Ascension Festival dans leur Islande natale et à La Dernière Messe en Suisse en juin, ainsi qu'une tournée européenne en tête d'affiche en promotion de Algleymi avec les compagnons de label de Terratur Possessions, Darvaza, et le groupe français Vortex of End.
Le groupe continue de tourner et de se produire tout au long de l'année 2019 et prévoit plusieurs représentations pour 2020, mais en raison de la pandémie de Covid-19, ils sont contraints de reprogrammer leurs créneaux horaires dans les festivals ainsi que leur mini-tournée au Danemark et en Allemagne avec leur compatriote islandais Naðra et mettent brusquement fin à leur tournée en Europe de l'Est. Fin 2021, le groupe reprend ses tournées et se produit dans divers festivals, avec la troisième partie de leur tournée en soutien à Algleymi après de nombreux retards.

### Með hamri
En février 2022, le groupe annonce sa séparation à l'amiable avec le batteur H.R.H., qui est remplacé par Magnús Skúlason (de Svartidauði). Le groupe poursuit sa tournée en 2022 et joue pour la première fois en Grèce. Le 7 octobre 2022, le groupe annonce son troisième album Með hamri, sorti le 16 décembre 2022 chez Norma Evangelium Diaboli,,.

## Membres

### Membres actuels
- D. G. (Dagur Gíslason) — guitare, chant, claviers (depuis 2013), basse (studio uniquement) (2013–2016)
- T. Í. (Tómas Ísdal) — guitare, chœurs (depuis 2014)
- G. E. (Gústaf Evensen)  — basse, chœurs (depuis 2014)
- M. S. (Magnús Skúlason) — batterie (depuis 2022)

### Anciens membres
- H. R.H (Helgi Rafn Hróðmarsson) — batterie (2013–2022)

## Discographie
- 2015 : Söngvar elds og óreiðu
- 2017 : Ivory Stone / Hof (split avec Sinmara)
- 2019 : Algleymi
- 2022 : Með hamri